# Grimoald IV

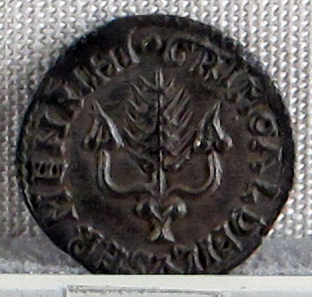
Munt uit het prinsdom Benevento ten tijde van Grimoald IV

Grimoald IV (hertogdom Benevento, eind 8e eeuw – aldaar, mei 818) was heerser over het prinsdom Benevento (806-818). Zijn prinsdom was een autonoom gebied der Longobarden in Zuid-Italië en was officieel een bondgenoot met het Frankische Rijk van keizer Karel de Grote.
Zijn bijnaam was de Penningmeester of Stoleseyz, dat het Oudlongobardische woord was voor penningmeester.

## Levensloop
De Longobardische edelman Grimoald groeide op aan het prinselijk hof van Benevento. Hij was verwant met de heersende prins, Grimoald III. Voor deze kinderloos stierf, had deze Grimoald aangeduid als opvolger. Grimoald werkte als penningmeester aan het hof voor de schatkist.
Grimoald IV voer een anti-Frankische koers, veel meer uitgesproken dan zijn voorgangers Arechis II en Grimoald III. Karel de Grote en zijn zoon Pepijn van Italië duldden dit niet. Na een veldtocht van Pepijn tegen het prinsdom Benevento sloot Grimoald vrede met de Franken (812). De overeenkomst verplichtte Grimoald het graafschap Chieti over te dragen aan het hertogdom Spoleto, dat de Franken bestuurden in Midden-Italië. De overeenkomst met de Franken hield ook in dat het prinsdom hen jaarlijks 25.000 dukaten betaalde. Na de dood van Karel (814) en de opvolging door keizer Lodewijk de Vrome, werd de strafmaat verlaagd naar 7.000 dukaten per jaar.
Ondanks de vrede met de Franken, bleef het onrustig in Benevento. De stad Napels kwam in opstand tegen prins Grimoald IV, aangezien zij overliepen naar de Byzantijnse invloedssfeer. De Byzantijnen bestuurden meerdere steden aan de kusten van Zuid-Italië. Grimoald stuurde strafexpedities naar de Napolitanen. Dit leidde tot een paleisrevolutie in Benevento onder leiding van de Longobardische edelen Rofrit en Podelfrit. Het was Agelmundus die Grimoald IV doodde.